# Prámanta
Prámanta (Pramanta) är en kommunhuvudort i Grekland.   Den ligger i prefekturen Nomós Ioannínon och regionen Epirus, i den centrala delen av landet, 280 km nordväst om huvudstaden Aten. Prámanta ligger 808 meter över havet och antalet invånare är 1 137.
Terrängen runt Prámanta är bergig österut, men västerut är den kuperad. Runt Prámanta är det glesbefolkat, med 15 invånare per kvadratkilometer. Prámanta är det största samhället i trakten. Trakten runt Prámanta består till största delen av jordbruksmark.